# Хоакін Корреа
Карлос Хоакін Корреа (ісп. Carlos Joaquín Correa, нар. 13 серпня 1994, Хуан Баутіста Альберді) — аргентинський футболіст, нападник італійського «Інтернаціонале».

## Клубна кар'єра
Народився 13 серпня 1994 року в місті Хуан Баутіста Альберді.
У віці 11 років почав займатися футболом у школі «Рівер Плейта», однак через віддаленість від родини вирішив повернутися до своєї рідної провінції Тукуман, а через рік продовжив навчання в школі клубу «Ренато Чезаріні» в Росаріо, а потім — «Естудьянтеса», дебютувавши в його першій команді 19 травня 2012 року у віці 17 років, вийшовши на заміну замість Дувана Сапати в матчі проти «Банфілда» (3:0) у Прімера-Дивізіоні. Загалом за цей клуб провів три сезони, взявши участь у 53-х матчах чемпіонату.
9 січня 2015 року підписав контракт на 4,5 роки з італійською «Сампдорією», яка заплатила за гравця 10 мільйонів доларів. У першому сезоні виходив на поле рідко, зігравши лише в шести матчах Серії А, але з сезону 2015/16 став основним півзахисником команди.
10 липня 2016 року перейшов у «Севілью» за 13 мільйонів євро, підписавши контракт на 5 років. Дебютував у клубі 17 серпня в другому матчі Суперкубка Іспанії проти «Барселони», в якому його команда поступилася 0:3 й не здобула трофей. Через три дні, 20 серпня, дебютував у Ла Лізі, замінивши співвітчизника Лусіано В'єтто в домашньому матчі проти «Еспаньйола». Станом на 3 січня 2018 року відіграв за клуб з Севільї 35 матчів у національному чемпіонаті.
Автор гола у ворота мюнхенської «Баварії», який він 23 лютого 2021 року забив за «Лаціо» в домашньому матчі 1/8 Ліги Чемпіонів 2020—2021. Був гравцем основного складу «Лаціо» протягом трьох сезонів і забив 30 голів у 117 іграх усіх турнірів.
26 серпня 2021 року на умовах оренди з подальшим обов'язковим викупом перейшов до міланського «Інтернаціонале». Вже наступного дня дебютував у новій команді, вийшовши на заміну у грі чемпіонату проти «Верони» і забивши у її ворота два голи. Загалом швидко став одним з основних гравців італійського клубу, який викупив його контракт влітку 2022 року за понад 27 мільйонів євро.
У серпні 2023 року був орендований французьким «Марселем».

## Виступи за збірну
На юнацькому рівні виступав за збірні U17, U18 і U20. Після приходу на посаду тренера національної збірної Аргентини Хорхе Сампаолі, знайомого з Хоакіном по спільній роботі в «Севільї», 9 червня 2017 року Корреа дебютував в офіційних матчах у складі збірної в матчі Суперкласіко де лас Амерікас з Бразилією, відігравши другий тайм і допомігши команді виграти 1:0 і здобути трофей. У своєму другому матчі Корреа забив гол у зустрічі зі збірною Сингапуру 6:0.
2021 року став у складі збірної переможцем Кубка Америки, взявши на турнірі участь у трьох іграх групового етапу.
| Дата       | Місто                | Господарі | Результат | Гості     | Турнір                       | Голи | Примітки |
| ---------- | -------------------- | --------- | --------- | --------- | ---------------------------- | ---- | -------- |
| 9-6-2017   | Мельбурн             | Бразилія  | 0 – 1     | Аргентина | товариський матч             | -    | 46'      |
| 13-6-2017  | Сінгапур             | Сінгапур  | 0 – 6     | Аргентина | товариський матч             | 1    | 46'      |
| 31-8-2017  | Монтевідео           | Уругвай   | 0 – 0     | Аргентина | Відбір до ЧС 2018            | -    | 92'      |
| 5-9-2019   | Лос-Анджелес         | Чилі      | 0 – 0     | Аргентина | товариський матч             | -    | 57'      |
| 13-10-2020 | Ла-Пас               | Болівія   | 1 – 2     | Аргентина | Відбір до ЧС 2022            | 1    | 69'      |
| 3-6-2021   | Сантьяго-дель-Естеро | Аргентина | 1 – 1     | Чилі      | Відбір до ЧС 2022            | -    | 46'      |
| 14-6-2021  | Ріо-де-Жанейро       | Аргентина | 1 – 1     | Чилі      | Копа Америка 2021 - 1-й етап | -    | 80'      |
| 18-6-2021  | Бразиліа             | Аргентина | 1 – 0     | Уругвай   | Копа Америка 2021 - 1-й етап | -    | 52' 91'  |
| 21-6-2021  | Бразиліа             | Аргентина | 1 – 0     | Парагвай  | Копа Америка 2021 - 1-й етап | -    | 59'      |
| 2-9-2021   | Сан-Кристобаль       | Венесуела | 1 – 3     | Аргентина | Відбір до ЧС 2022            | 1    | 62'      |
| 9-9-2021   | Буенос-Айрес         | Аргентина | 3 – 0     | Болівія   | Відбір до ЧС 2022            | -    | 62'      |
| 7-10-2021  | Асунсьйон            | Парагвай  | 0 – 0     | Аргентина | Відбір до ЧС 2022            | -    | 76'      |
| 10-10-2021 | Буенос-Айрес         | Аргентина | 3 – 0     | Уругвай   | Відбір до ЧС 2022            | -    | 75'      |
| 14-10-2021 | Буенос-Айрес         | Аргентина | 1 – 0     | Перу      | Відбір до ЧС 2022            | -    | 85'      |
| 12-11-2021 | Монтевідео           | Уругвай   | 0 – 1     | Аргентина | Відбір до ЧС 2022            | -    | 64'      |
| 16-11-2021 | Сан-Хуан             | Аргентина | 0 – 0     | Бразилія  | Відбір до ЧС 2022            | -    | 46'      |
| 25-3-2022  | Буенос-Айрес         | Аргентина | 3 – 0     | Венесуела | Відбір до ЧС 2022            | -    | 64'      |
| 5-6-2022   | Памплона             | Аргентина | 5 – 0     | Естонія   | товариський матч             | -    | 62'      |
| 27-9-2022  | Гаррісон             | Аргентина | 3 – 0     | Ямайка    | товариський матч             | -    | 78'      |
| 16-11-2022 | Абу-Дабі             | ОАЕ       | 0 – 5     | Аргентина | товариський матч             | 1    | 46'      |
| Усього     |                      | Матчів    | 20        |           | Голів                        | 4    |          |

## Досягнення
- Переможець Суперкласіко де лас Амерікас: 2017
- Володар Кубка Італії (3):

«Лаціо»: 2018-19
«Інтернаціонале»: 2021–22, 2022–23
- Володар Суперкубка Італії (3):

«Лаціо»: 2019
«Інтернаціонале»: 2021, 2022
- Переможець Кубка Америки: 2021